# إيرل دوير
إيرل دوير (بالإنجليزية: Earl Dwire) مواليد 3 أكتوبر 1883 في وكغن، الولايات المتحدة - الوفاة 16 يناير 1940 في كاليفورنيا، الولايات المتحدة، هو ممثل أمريكي.

## الأعمال
- كينغ كونغ
- ويست أوف ذا ديفايد

## روابط خارجية
- إيرل دوير على موقع IMDb (الإنجليزية)
- إيرل دوير على موقع ألو سيني (الفرنسية)
- إيرل دوير على موقع أول موفي (الإنجليزية)
- إيرل دوير على موقع قاعدة بيانات الأفلام السويدية (السويدية)
- إيرل دوير على موقع قاعدة بيانات الفيلم (الإنجليزية)